# 倍力橋

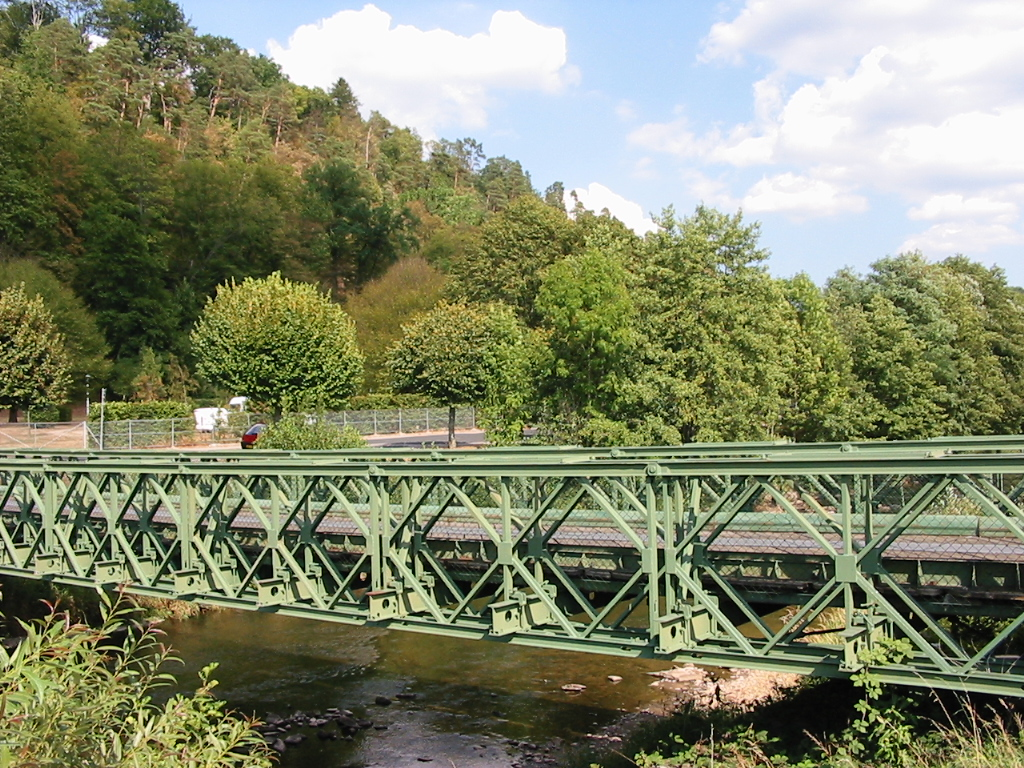
位於法國，跨越默爾特河的培力橋

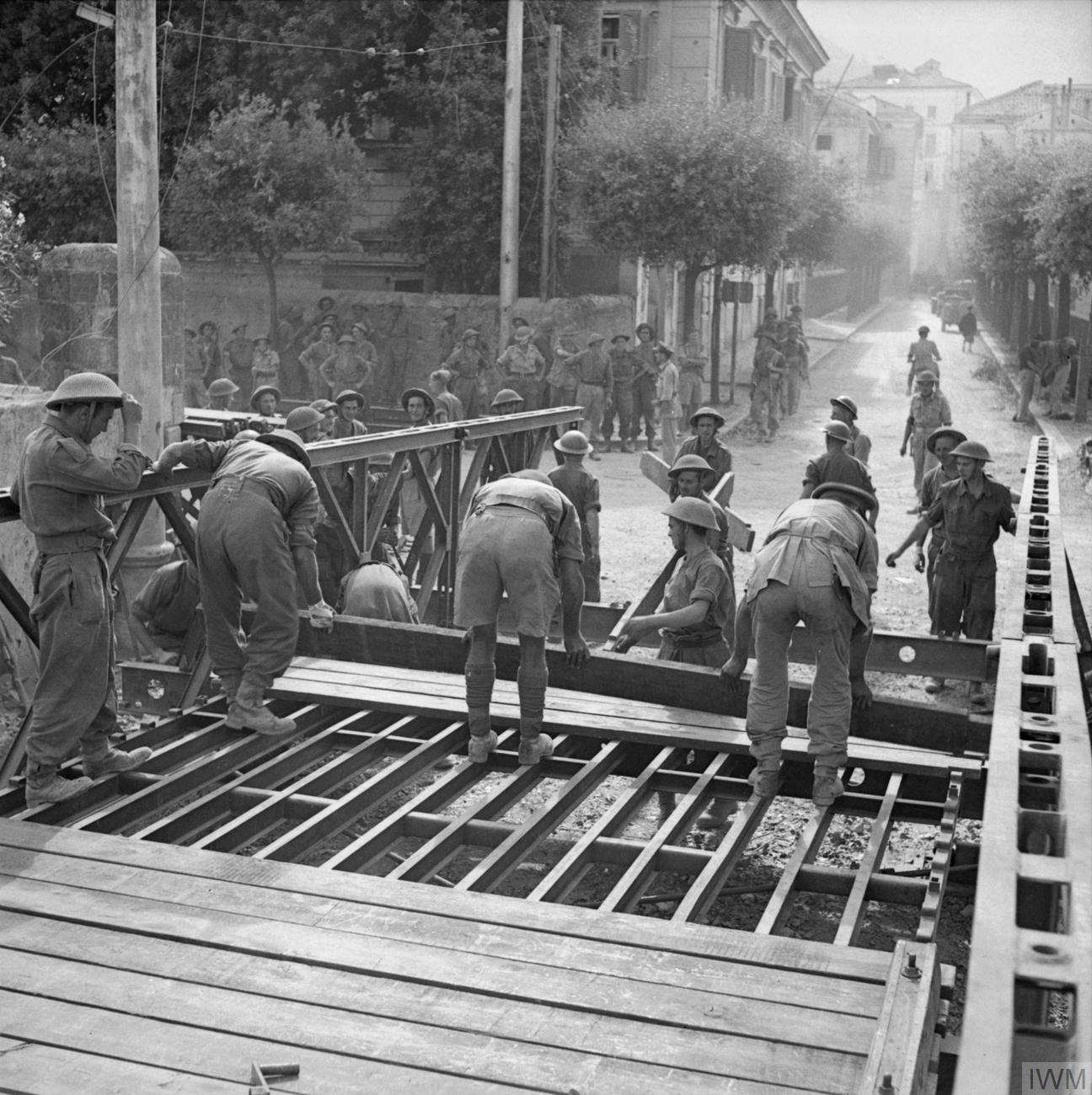
1943年9月，英國皇家工兵部隊架設培力橋

，又称为活動便橋、倍力橋，是英國工程師唐納德·培力於二次大戰時期，為解決軍隊渡河的問題，利用預先設計好之鋼桁架迅速組合而成的桁架橋。

## 應用
在水災或地震後，如果做為主要交通的橋樑因故中斷，可使用培力橋在短期內快速恢復被中斷的交通。例如：2009年八八水災的台東縣知本溫泉區。